# Carroll Edward Adams
Carroll Edward Adams Jr. (7 tháng 6 năm 1923 – 12 tháng 5 năm 1970) là Thiếu tướng người Mỹ và là một trong những sĩ quan quân đội cấp cao nhất của Mỹ thiệt mạng trong chiến tranh Việt Nam. Ông là chỉ huy trưởng Liên đoàn 937 Công binh Lục quân Mỹ. Adams đã thiệt mạng trong vụ tai nạn trực thăng UH-1 giống như Thiếu tướng John A. B. Dillard. Ông cũng là viên chỉ huy máy bay trực thăng.